# 特技摩托賽：崛起
《特技摩托賽：崛起》是一個以失誤數為基礎的2.5D多人平台競速遊戲。由RedLynx與育碧基輔開發，並由 育碧出版。本遊戲於2019年二月26日發表於Microsoft Windows、 PlayStation 4、 Xbox One 和 任天堂Switch。它是自2014年的《特技摩托賽：聚變》以來的第一個主系列的特技摩托遊戲，並且是系列中第一個發布於任天堂遊戲機上的遊戲。

## 玩法
在《特技摩托賽：崛起》中，玩家須控制摩托車騎手在基於物理學的關卡中，駛過一連串的障礙從起點抵達終點。本遊戲以設置於世界各地的障礙為特色，例如艾菲爾鐵塔和珠穆朗瑪峰。
在本遊戲中，玩家可以與本地或線上的多位玩家競技。遊戲也允許玩家觀看其他玩家的個人最佳表現，並且會在紀錄被其他玩家打破時通知玩家。
在客製化功能方面，本作除了可以創作並與其他玩家分享客製化的障礙關卡外，玩家也可以客製化騎手與摩托車的外觀。本作新增了稱為「雙人摩托」的本地多人模式，讓兩位騎手共同控制一台摩托車，每個人會分別負責控制車輛一部分的平衡與動力。

## 發展
育碧於2018年E3發布會公布本遊戲。RedLynx和育碧基輔擔當本作的主要開發者。為了確保玩家能理解遊戲的控制方法和遊戲機制，RedLynx邀請了數位Youtuber和特技摩托賽社群成員參與測試並對遊戲的教程提供反饋。封閉測試於2018年9月舉行，之後在2019年2月遊戲釋出的前一周舉辦了開放測試。《特技摩托賽：崛起》於2019年2月26日於Microsoft Windows、PlayStation 4、Xbox One以及任天堂Switch上發售。
《特技摩托賽：崛起 黃金版》包含了「66號公路」與「狂摔猛曬」兩個預售的DLC。「66號公路」發布於2019年4月16日，「狂摔猛曬」發布於2019年9月10日。

## 評價
| 汇总媒体   | 得分                                                   |
| ---------- | ------------------------------------------------------ |
| Metacritic | 85/100 (XONE) 83/100 (PC) 79/100 (Switch) 79/100 (PS4) |

在Switch版本上，由於該主機的機能限制以及其手把不具有類比油門的功能，受到社群與評論家的批評。除此之外，本作普遍獲得評論家較正面的評價。

## 外部連結
- 官方网站